# اصول سیاست خارجی و سیاست بین‌الملل
اصول سیاست خارجی و سیاست بین‌الملل کتابی از عبدالعلی قوام درباره روابط بین‌الملل و سیاست خارجی است. این کتاب به عنوان یکی از  که در سال ۱۳۷۰ منتشر و در مراسم کتاب سال جمهوری اسلامی ایران به‌عنوان کتاب برگزیده معرفی شد.

## درباره کتاب
کتاب اصول سیاست خارجی و سیاست بین‌الملل یکی از متون آموزشی شناخته شده در رشته علوم سیاسی و روابط بین‌الملل است به زبان فارسی است. این کتاب توسط انتشارات سمت در سال ۱۳۷۰ منتشر شده و تا سال ۱۴۰۲ بیست و پنج بار تجدید چاپ شده است. در چاپ‌ هفدهم تجدیدنظرهایی در محتوای این اثر صورت گرفته است.

## محتوا
این کتاب شامل یک مقدمه و هشت فصل است. پس از آن نیز منابع استفاده شده در کتاب معرفی شده اند. فصول این کتاب عبارت‌اند از:
فصل اول : سیر مطالعه روابط بین الملل
فصل دوم: تجزیه و تحلیل سیاست بین الملل بر اساس رهیافت تصمیم گیری
فصل سوم: تجزیه و تحلیل سیاست بین الملل بر اساس رهیافت قدرت
فصل چهارم: تجزیه و تحلیل نظام بین الملل
فصل پنجم : تجزیه و تحلیل سیاست خارجی
فصل ششم : هم گرایی و تعارض در سیاست بین الملل
فصل هفتم: نقد و ارزیابی نظریه های روابط بین الملل